# Trioza incidata
Trioza incidata är en insektsart som beskrevs av Leonard D. Tuthill 1945. Trioza incidata ingår i släktet Trioza och familjen spetsbladloppor. Inga underarter finns listade i Catalogue of Life.